# Gekkota
Gekkota es un suborden de saurópsidos escamosos comúnmente conocidos como «geckos» o gecos. Se compone de más de 1500 especies clasificadas en unos 120 géneros y 7 familias. Se distribuyen en todas las zonas cálidas del mundo, donde viven en una variedad de hábitats diferentes, desde selvas muy densas hasta zonas desérticas. Los geckos no pueden sobrevivir en regiones templadas, como el norte de Europa, pero en el sur de Europa algunas especies son muy comunes.
Los geckos se caracterizan por tener ojos y patas relativamente grandes, en particular los dedos de las patas. Por lo general las escamas son pequeñas y tienen una cabeza aplanada sin espinas ni crestas. Presentan una gran variedad de formas, colores y tamaños. La mayoría tiene colores apagados y están bien camuflados en su entorno natural. En algunas especies, como las del género Uroplatus de Madagascar, la forma del cuerpo también contribuye al camuflaje. El tamaño de las especies puede variar de un poco más de 1 cm hasta 40 cm, incluyendo la cola. Los geckos más largos conocidos midieron más de 60 cm, pero estas especies están probablemente extintas.
No tienen párpados, por lo que utilizan la lengua para mantener la higiene de sus ojos. No obstante, su visión nocturna es ampliamente superior a la de muchos animales, siendo 350 veces más aguda que la del ser humano.
Casi todas las especies son ovíparas; solo existen unas pocas especies ovovivíparas. Las especies que ponen huevos producen normalmente solo uno o dos huevos por puesta, lo que difiere de otros lagartos que suelen tener puestas más largas. Los geckos se alimentan de insectos y otros invertebrados, y por esta razón son considerados animales útiles en la mayoría de los países en su área de distribución. A veces los geckos son atrapados para servir como alimento o como medicamento en la medicina tradicional.
La clasificación taxonómica de los diferentes grupos de geckos ha sido objeto de muchos cambios ya desde el principio, principalmente por tratarse de un grupo muy amplio. Inicialmente, todas las especies fueron agrupadas en una sola familia. Posteriormente se crearon distintas subfamilias, y más tarde la clasificación cambió nuevamente sobre la base de nuevos conocimientos, y se colocaron las diferentes especies en familias separadas.
El nombre común gecko se deriva de los sonidos chirriantes y chasquidos que muchas de las especies emiten, especialmente en la temporada de apareamiento.
Son elegidos como mascota ya que no son agresivos y suelen ser muy llamativos. El gecko leopardo, la especie más popular de esta familia de reptiles, puede vivir hasta 20 años si se le proporcionan los cuidados adecuados.
No son sociables: alojar a más de un gecko en un terrario puede causarles estrés y afectar a su salud, salvo que el recinto sea lo suficientemente grande para que puedan mantenerse aislados uno del otro. No se recomienda tener más de un macho en el mismo terrario, ya que el ejemplar dominante no permitirá a los demás acercarse a los sectores de calor o alimentarse.

## Distribución y hábitat

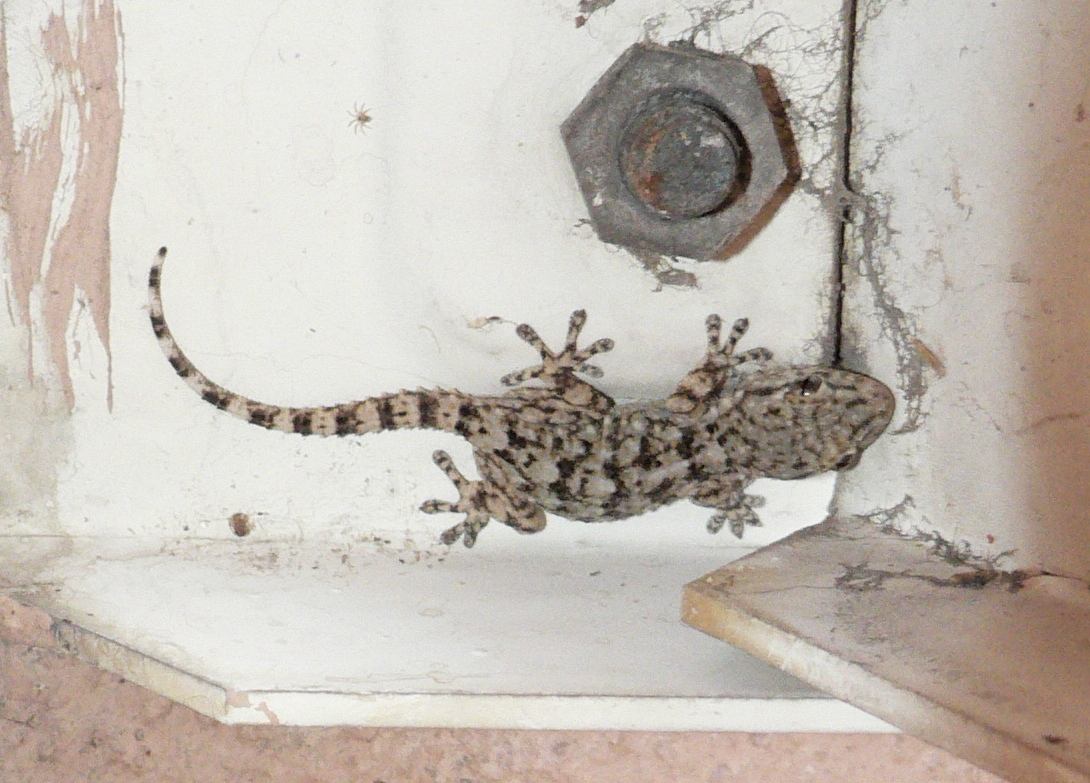
Algunas especies también habitan en casas y otros edificios, como este gecko casero común (Hemidactylus frenatus).

Los geckos se distribuyen en todos los continentes, a excepción de Antártida. Los diversos grupos a menudo son específicos para el continente en que ocurren. Algunas especies fueron introducidas por los seres humanos en regiones fuera de su área de distribución natural.
Australia y Nueva ZelandaEn Australia, las especies del género Phyllurus y las del género Gehyra son endémicas. En Nueva Zelanda, habitan las especies arborícolas del género Naultinus; son geckos diurnos que tienen colores brillantes, lo que los hace popular como mascota para el comercio de animales exóticos.
Asia y EuropaEn Asia, los lagartos se propagaron sobre grandes áreas. En cambio, en Europa, solo se producen unas pocas especies de geckos, principalmente en las zonas más cálidas. La región del Mediterráneo es el área de distribución de varias especies de geckos del género Hemidactylus. El norte de Europa tiene un clima demasiado frío para los geckos. La mayoría de las especies europeas habitan también en el norte de África.
ÁfricaEn África ocurren muchas de las especies que habitan en los desiertos, como el gecko leopardo. Las especies del género Afroedura habitan en las zonas montañosas de África del Sur. En Madagascar viven las especies del género Uroplatus y Phelsuma.
AméricaLas únicas especies nativas de América del Norte se distribuyen en México y el sur de California. Muchas de las especies que se hallan en Florida son originarios de las islas del Caribe y fueron introducidas por los seres humanos. En América Central y Sudamérica, los geckos tienen una amplia distribución e incluyen especies de los géneros Hemidactylus, Lygodactylus y Lepidodactylus. También existen varias especies que fueron introducidas.
El tamaño de las áreas de distribución puede variar enormemente según la especie. Algunas especies ocurren únicamente en unas pequeñas islas, y otras tienen un área de distribución muy amplio.

### Hábitat
Los geckos han evolucionado en las zonas tropicales y se propagaron hacia todas las regiones tropicales y subtropicales del mundo. No habitan en las zonas permanentemente frías. Cyrtodactylus tibetanus es una de las especies más tolerantes al frío y ocurre en la cordillera del Himalaya hasta una altitud de más de 4000 m s. n. m. Las especies del género Afroedura también son tolerantes al frío y ocurren en las montañas de Sudáfrica, como Drakensberg.
La mayoría de las especies son arborícolas y se mueven con gran agilidad entre las ramas y los troncos de los árboles. Aunque por lo general los geckos viven en los bosques, algunas especies se adaptaron a vivir en un paisaje más abierto y se convirtieron en animales terrestres. 
Los geckos terrestres se distinguen porque no tienen lamelas bajo los dedos de los pies. Estas lamelas, o almohadillas adhesivas, son útiles para las especies trepadoras, pero serían una desventaja para las especies terrestres porque el sustrato más suelto se pegaría a ellas. Existen especies de geckos terrestres que pueden vivir en ambientes áridos, como los semidesiertos y las estepas.
Algunas especies de geckos prefieren vivir en las zonas urbanizadas, en la cercanía de los seres humanos, una característica poco común entre los lagartos. Las especies del género Hemidactylus constituyen un ejemplo ampliamente conocido. Estas especies se conocen también como «geckos caseros» ya que a menudo ocurren en las casas. Su hábitat incluye también los muros de piedra, viveros y edificios dilapidados. El gecko casero tropical (Hemidactylus mabouia) es originario de África y fue introducido accidentalmente en muchas regiones de América.

## Descripción
Los geckos comparten un número de características notables que permiten distinguirlos fácilmente de otros lagartos. Los ojos de todos los geckos son relativamente grandes, así como sus pies y especialmente los dedos de los pies. Como no tienen escamas grandes, su piel suele ser flexible. Todos los geckos tienen una cabeza aplanada que —a diferencia de la de otros lagartos— nunca lleva protuberancias, como crestas o espinas.
Como las escamas son generalmente mucho más finas que las de otros lagartos, la piel suele ser más flexible. Sin embargo, también conlleva la desventaja de que la piel se rompe fácilmente durante el ataque de un depredador, o incluso al recogerlo. La gran mayoría de los geckos son animales nocturnos y tienen colores de camuflaje en tonos grisáceos y marrones. Solo unas pocas especies tienen colores brillantes, como el gecko verde de Wellington (Naultinus manukanus ) de Nueva Zelanda, y los geckos del género Phelsuma de Madagascar. Estas especies son principalmente diurnas y descansan en sus refugios durante la noche. 
Por lo general, los geckos no son muy grandes en comparación con otros lagartos; la mayoría de las especies alcanza una longitud corporal de aproximadamente 10 a 20 centímetros, incluyendo la cola. Las especies más pequeñas, como las del género Sphaerodactylus tienen una longitud corporal de apenas unos pocos centímetros, medido desde la punta del hocico hasta la base de la cola. La especie más pequeña es Sphaerodactylus ariasae  de la República Dominicana con una longitud corporal máxima de 1,6 cm a 1,8 cm y es también uno de los vertebrados más pequeños. 
Las especies existentes más grandes pertenecen al género Gekko y pueden alcanzar una longitud corporal de 40 centimeter. Otra de las especies existentes más grande es Rhacodactylus leachianus, que puede medir hasta 36 cm. El gecko de Delcourt (Hoplodactylus delcourti)  que pertenece al género neozelandés Hoplodactylus de la familia Diplodactylidae, podía alcanzar una longitud total de 60 cm, incluyendo la cola. Esta especie, que aun fue observada a finales del siglo XIX, es clasificada como extinta en la actualidad y sólo se conoce a partir de un espécimen de museo.
Al igual que los demás reptiles, los geckos son ectotermos, y sólo tienen una capacidad muy limitada de generar calor metabólico. Como necesitan tener una temperatura relativamente elevada para sus principales funciones vitales, como la locomoción, alimentación, reproducción, etc., los geckos dependen de su entorno para alcanzarla.

### Cabeza

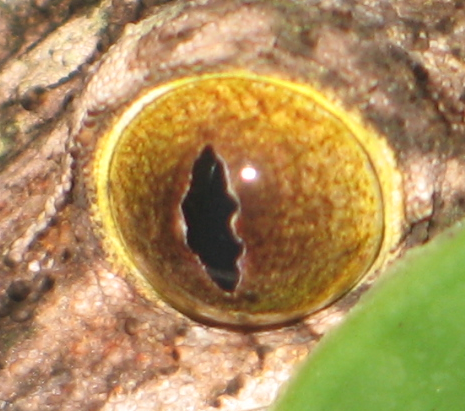
Ojo de Uroplatus sikorae, una especie nocturna.

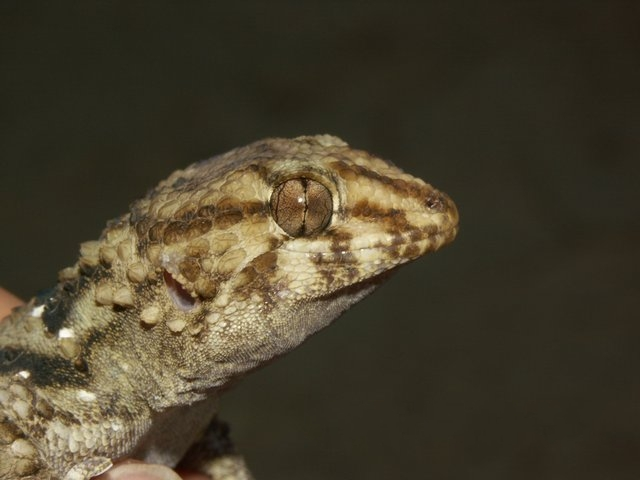
Detalle de la cabeza de Chondrodactylus bibronii, una especie del sur de África.

Por lo general, los geckos tienen una cabeza aplanada sin las protuberancias, como crestas, espinas o cuernos, que suelen ocurrir en muchos otros grupos de lagartos. Generalmente, los orificios auditivos son claramente visibles. Muchas especies utilizan la lengua para limpiar los ojos y el resto de la cabeza. 
Todas las especies tienen ojos relativamente grandes en comparación con otros lagartos. La forma de la pupila indica si la especie es diurna o nocturna. Las especies diurnas tienen una pupila redonda. En cambio, las especies que viven principalmente durante la noche tienen pupilas en forma de ranuras verticales. Muchas especies tienen cuatro ensanches en forma de diamante en la pupila. En algunas especies, estos ensanches tienen una forma irregular y el aspecto dentado de las pupilas las hace menos perceptibles. Las pupilas de las especies nocturnas son muy movibles. Las especies nocturnas cazan con las pupilas dilatadas y en esta situación tienen la misma forma que las especies diurnas, es decir ovaladas hasta redondas.
Por lo general, los geckos no tienen párpados móviles. Estos fusionaron en el curso de la evolución y se transformaron en una membrana transparente que cubre el ojo. Primero se formó una parte o ventana transparente en el párpado inferior, y más tarde en la evolución el párpado inferior se fusionó con el ojo y se amplió la ventana hasta que el párpado se volvió totalmente transparente. Lo mismo ocurrió con las serpientes, que también tienen los párpados fusionados y transparentes. También en las serpientes fue primero el párpado inferior que se volvió transparente. Durante la muda, los geckos también reemplazan los párpados y así obtienen nuevos «anteojos». En la mayoría de las especies, los párpados se limpian con la lengua después de comer una presa. Solo las especies que pertenecen a la familia Eublepharidae, como Aeluroscalabotes felinus, no cuentan con esta característica. Esta familia es considerada uno de los grupos basales del infraorden. Las especies terrestres de esta familia tienen párpados móviles que no son transparentes; como a menudo cavan, los «anteojos» transparentes no serían muy prácticos ya que podrían dañarse por las partículas del sustrato. 
Los geckos no solo utilizan la lengua para limpiarse los ojos y la boca; también la utilizan como órgano sensorial. Al sacarla fuera de la boca, recoge partículas de olores que puede analizar al reintroducir la lengua en la boca y moverla contra el órgano de Jacobson ubicado en el paladar; esto permite al gecko «oler» con la lengua, una característica que tiene en común con las serpientes, si bien estos últimos son mucho más especializadas en esta técnica sensorial.

#### Dientes
Los geckos son polifiodontos y tienen la capacidad de reemplazar los 100 dientes cada tres o cuatro meses. Al lado del diente adulto se forma un pequeño diente de reemplazo que deriva de las células madre en la lámina dentaria. La formación de los dientes es pleurodonta ya que los dientes se fusionan lateralmente en la superficie interior de la mandíbula. Esta formación dentaria es compartida por todas las especies del orden de los reptiles escamosos (Squamata).

### Cuerpo
En comparación con otros grupos de lagartos los geckos tienen una cabeza relativamente grande, un pequeño cuerpo y una cola relativamente corta. La piel de casi todos los geckos es relativamente delgada y las escamas son más pequeñas que las de otros lagartos. Esto se puede ver claramente en las hembras embarazadas, ya que los huevos son visibles a través de la piel, especialmente en la parte ventral. Las escamas son granulares, no se superponen, y parecen más suave al tacto. Esto tiene la desventaja que la piel tiene menos protección y que es más vulnerable a los ataques de depredadores como aves y otros reptiles que pueden fácilmente dañar la piel con sus picos o dientes. Solo algunas especies tienen escamas más robustas que proporcionan una mejor protección, como las del género Teratoscincus. Estas especies cuentan con escamas grandes y más gruesas que se superponen en gran medida. Las escamas de la cola se fusionaron para formar placas protectoras, una característica inusual entre los geckos.

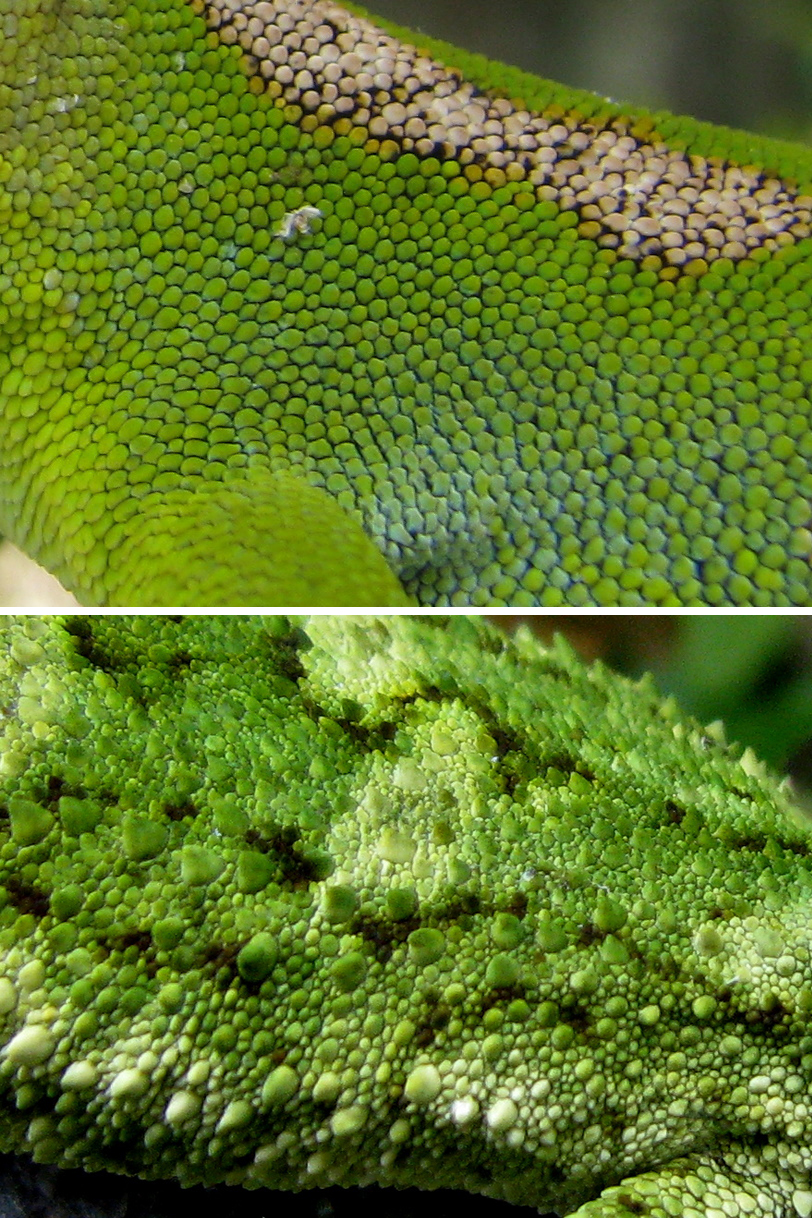
Las escamas suaves de dos especies del género Naultinus, Naultinus grayii (arriba) y Naultinus rudis (abajo).

Aunque la mayoría de las especies tienen escamas lisas, existen algunas excepciones. Incluso geckos emparentados que pertenecen al mismo género pueden tener escamas con formas muy diferentes, como se puede apreciar en las especies del género Naultinus.
La mayoría de las especies tienen una piel flexible, elástica, y mucho más ligera que la mayoría de los otros lagartos en proporción a su tamaño corporal. Al igual que los demás reptiles, la piel se sustituye regularmente mediante una muda. Muchos geckos comen la piel mudada con el fin de recuperar nutrientes. La piel es impermeable y tiene una capa de cera, lo que permite a muchas especies de mantenerse flotando en el agua. Como los geckos más pequeños solo alcanzan una longitud corporal de unos centímetros, necesitan esta piel especial para evitar de ahogarse en unas pocas gotas de lluvia.
Casi todos los geckos tienen colores apagados y muchas especies están bien camuflados. La mayoría de las especies tiene los colores y el patrón del sustrato sobre el que habitan, como la corteza de árboles o las rocas de granito. Algunos grupos están particularmente bien camuflados y son casi invisibles si se encuentran sobre el sustrato natural habitual. Por ejemplo, las especies del género Uroplatus tienen un camuflaje casi indistinguible de la corteza de árboles o hojas muertas.
Solo existen unas pocas especies con colores brillantes, y por lo general estas especies son activas durante el día. Los colores brillantes siempre tienen una función en la comunicación. El ejemplo más conocido son las especies verdes brillantes del género phelsuma en Madagascar. Otro ejemplo es Gonatodes albogularis, también una especie diurna, que tiene una cabeza amarilla notable.
Los geckos pueden cambiar de color, bien que el cambio no es tan drástico como en los camaleones. A menudo la piel se vuelve más clara durante el día y se oscurece durante la noche. También existen especies que muestran un cambio opuesto, como la especie africana Hemidactylus fasciatus que tiene un color más oscuro de día y de marrón claro hasta amarillo durante la noche.

### Patas

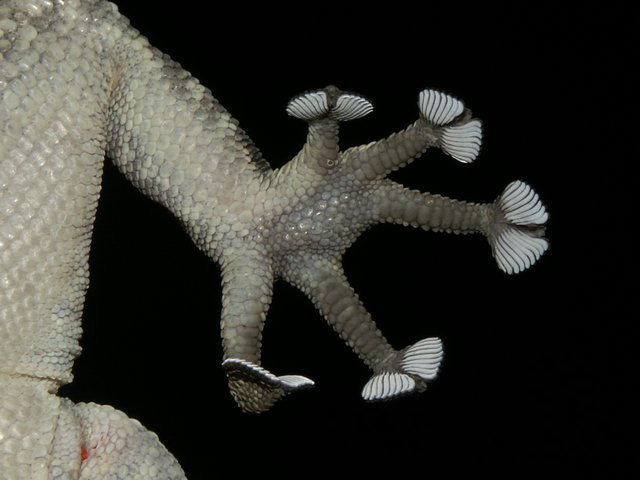
Los dedos de los pies de Ptyodactylus puiseuxi.

La forma de las patas puede variar considerablemente según la especie. Los dedos de los pies a menudo incluyen pequeñas uñas, por lo que el gecko cuenta con garras diminutas. Algunas especies, incluyendo Euleptes europaea, cuentan con uñas retráctiles, como lo tienen también los gatos.
La forma de los dedos de los pies en particular, presenta mucha variación, lo que por lo general está vinculado al modo de vida. Por lo tanto, la forma y el aspecto de los pies de los geckos son generalmente característico del grupo al que pertenecen. Muchos geckos tienen un nombre científico que se refiere a la forma de los dedos de los pies y que a menudo incluye la palabra latina dactylus (que significa «dedo»). Las formas de los dedos del pie más conocidas incluyen: 
- Dedos de los pies delgados sin almohadillas adhesivas notables: por lo general, estas especies se encuentran en ambientes rocosos en un hábitat desértico. Ejemplos incluyen las especies de los géneros Saurodactylus («dedo de lagarto») y Gymnodactylus («dedo desnudo»).
- Dedos de los pies delgados con grandes almohadillas adhesivas: estas especies tienen dedos de pies más notables. Ejemplos incluyen las especies de los géneros Phyllodactylus («dedo de hoja») y Sphaerodactylus («dedo esférico»).
- Dedos de los pies gruesos con grandes almohadillas adhesivas:  por lo general son especies trepadoras que suelen vivir en los árboles y las rocas. Ejemplos incluyen las especies de los géneros Ptyodactylus («dedo abanico») y Diplodactylus («dedo doble»)
- Dedos de los pies gruesos con una membrana entre los dedos: esto ocurre en algunas especies de zonas áridas que viven en ambientes arenosos con pocas rocas. Utilizan las membranas entre los dedos para cavar y desplazarse en la arena con mayor facilidad. Ejemplos incluyen las especies del género Pachydactylus («dedo grueso»).

#### Almohadillas adhesivas

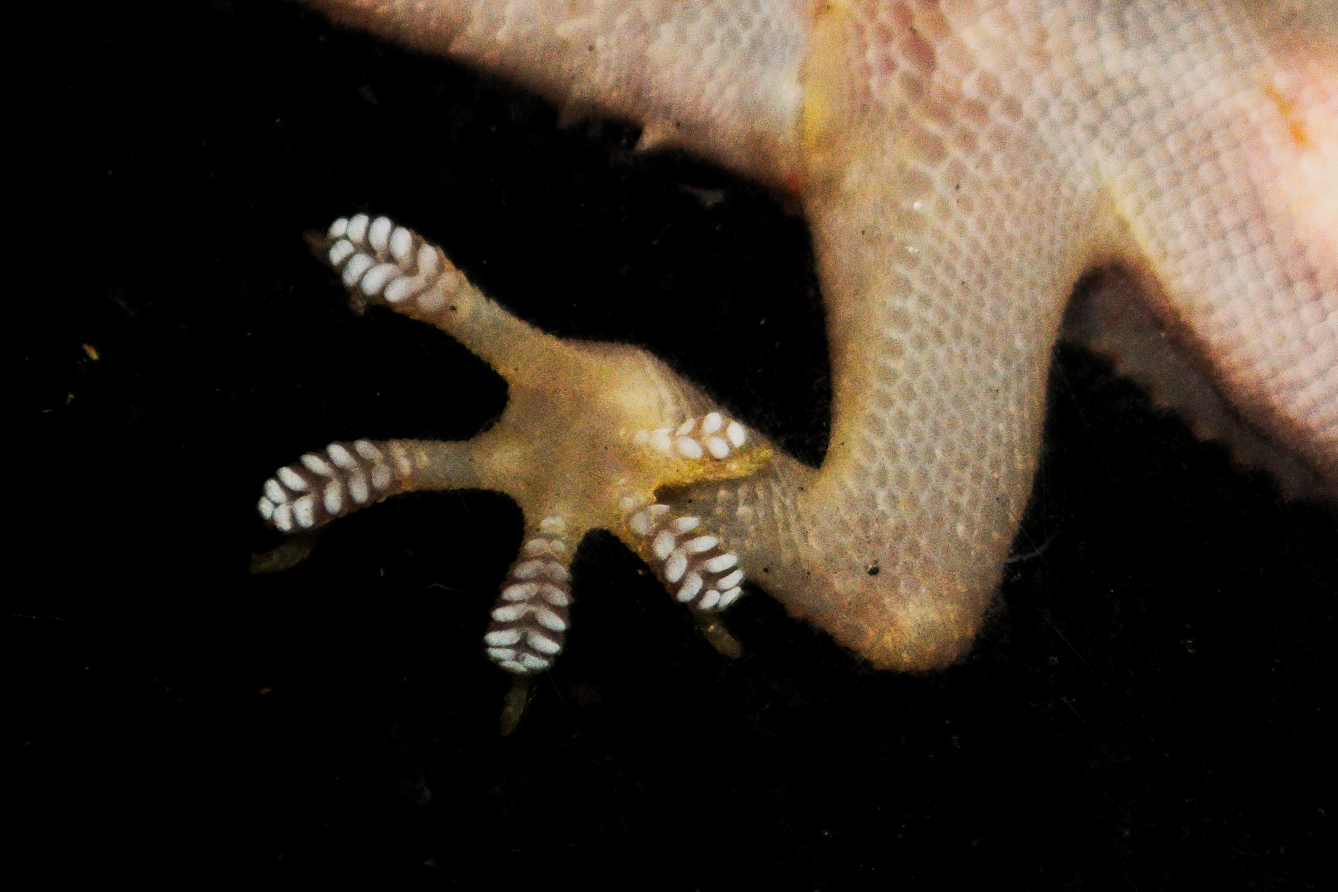
Detalle de la pata de un joven Gecko.

Los geckos son conocidos por su capacidad de trepar por todo tipo de superficie, incluso sobre vidrio en posición vertical e invertida. Esta capacidad también se da en muchos otros lagartos, como los anoles. Todos los geckos con esta capacidad trepadora —aproximadamente 60 % de los geckos— cuentan con estructuras ranuradas en la parte inferior de los dedos de los pies. Estas ranuras se conocen como almohadillas adhesivas o «lamelas». Ya se sabía ampliamente que estas estructuras eran responsables de una gran fuerza adhesiva, pero el principio subyacente siguió siendo un misterio durante mucho tiempo. 
Inicialmente se suponía que los geckos utilizan algún tipo de sustancia adhesiva tal como ocurre en los caracoles. Sin embargo, las investigaciones nunca revelaron residuos de sustancias adhesivas, por lo que se rechazó rápidamente esta hipótesis. También se sugirió que los dedos de los pies estarían equipados con pequeñas ventosas para agarrarse al sustrato. Varios grupos de animales utilizan ventosas, como los calamares y algunas especies de coleópteros hidrofílidos. Sin embargo, en superficies muy lisas, como vidrio altamente pulido, se encontró que los geckos no pueden adherirse en absoluto, mientras que la capacidad adhesiva de las ventosas debería ser muy eficaz en este tipo de sustrato, por lo que se rechazó también esta hipótesis. Cuando se examinaron los pies por primera vez con una amplificación muy elevada, se descubrió que las láminas no solo contaban con pelos extremamente finos de 5 micrómetros (setas o setae), sino que estos pelos tenían estructuras aún más finas de 0,2 micrómetros (espátulas o spatulae), con terminaciones extremadamente delgadas. Las setas y las espátulas se componen de queratina beta.

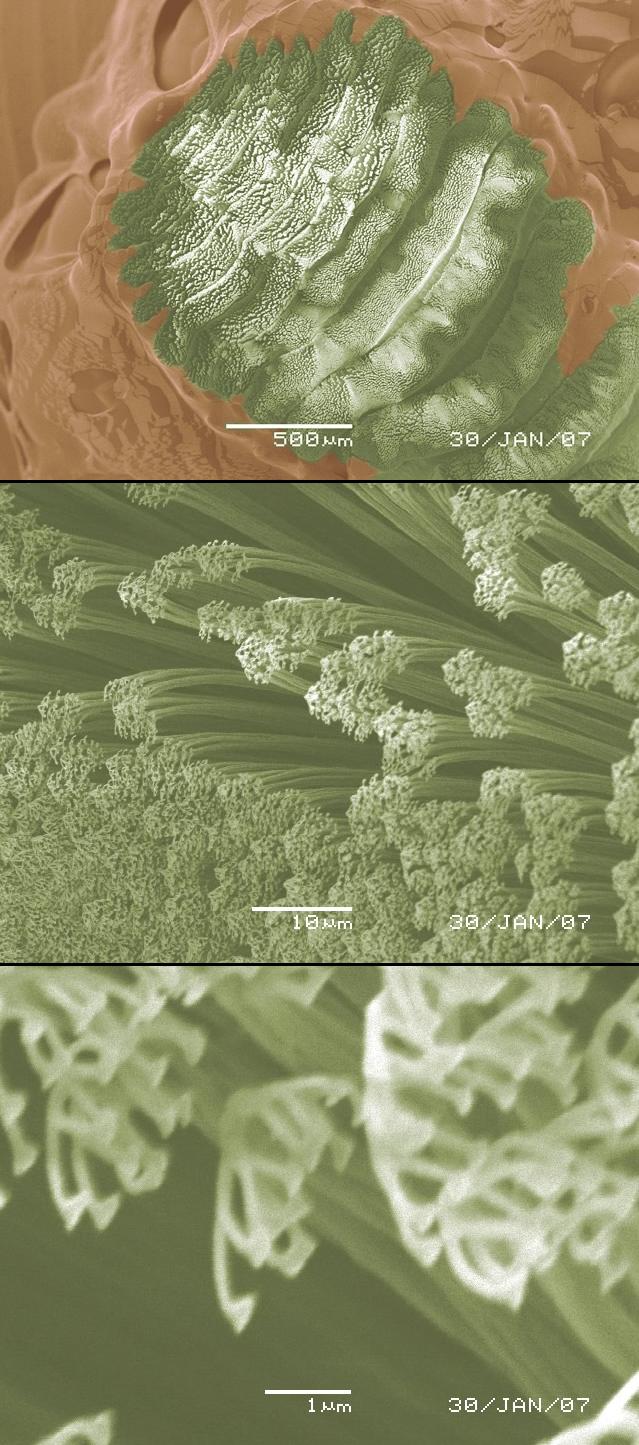
fotografía microscópica de almohadillas adhesivas, setae y spatulae.

Las terminaciones de las espátulas son muy pequeñas y numerosas. En efecto, son tan pequeñas que son atraídas por el sustrato en una escala molecular por efecto de las fuerzas de Van der Waals, las fuerzas de atracción mutua entre moléculas o grupos de átomos. Son las fuerzas de Van der Waals las que conducen a la capacidad de adhesión excepcional de los geckos. Sin embargo, el gecko no puede «encender» o «apagar» estas fuerzas y por lo tanto se adhiere a una superficie tan pronto como los dedos de los pies hacen contacto; solo puede despegarse levantando los dedos de los pies en un ángulo de unos treinta grados. La ilustración de la derecha muestra diferentes ampliaciones de la estructura de las almohadillas adhesivas o lamelas. En la foto superior se puede ver las ranuras de la parte inferior del dedo del pie, en el medio los pelos muy finos que cubren la lamela. En la parte inferior se puede observar que estos pelos cuentan con muchas terminaciones que aumentan la superficie adhesiva.
No todas las especies poseen almohadillas adhesivas. Varias especies que habitan en zonas desérticas no las tienen; como viven en un ambiente arenoso con partículas sueltas, las lamelas adhesivas más bien dificultarían la locomoción para estas especies.

### Cola
Muchas especies de geckos utilizan la cola para disfrazar la forma de su cuerpo. En estas especies también el propio cuerpo suele tener un buen camuflaje. Ejemplos incluyen las especies del género Phyllurus de Australia que tienen una cola ampliada y aplanada cuya forma se asemeja a una hoja. La cola y el cuerpo están cubiertos de pequeñas espinas y tienen un patrón de colores irregular que mejoran el camuflaje especialmente cuando se encuentran sobre la corteza de árboles. Las especies del género Uroplatus utilizan una técnica similar: la cola es muy aplanada y se asemeja a una hoja seca. Imitan incluso las venas de la hoja y en algunas especies la cola tiene muescas irregulares que se parecen al daño causado por insectos para así perfeccionar el camuflaje. También existen especies con una cola muy corta, como las del género Nephrurus. La cola de estas especies no es elongada, sino tiene más bien la forma de un botón.
Los nombres científicos de varias especies hacen referencia a características de la cola. Así el nombre genérico de las especies agrupadas en el género Uroplatus se refiere a «cola» (uro, derivado del griego οὐρά) y «aplanada» (platys, del griego πλατύς).

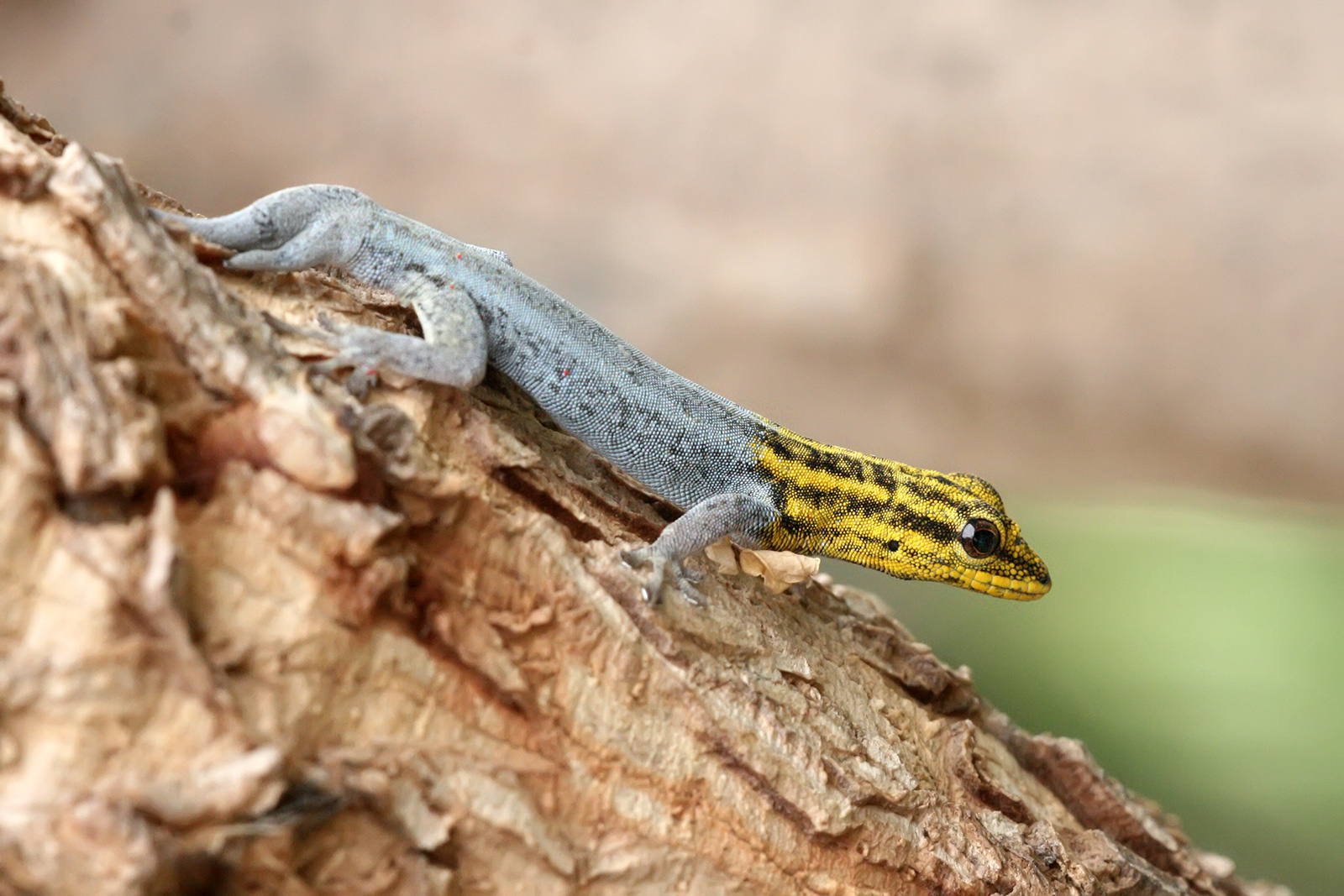
En este ejemplar de la especie Lygodactylus luteopicturatus se regeneraron dos colas, tras haber arrojado la cola original.

Casi todos los geckos tienen la capacidad de arrojar parte de la cola al ser agarrado. La cola se rompe en una zona de rotura especial de la vértebra. En el curso del tiempo crecerá una nueva cola. Si posteriormente se rompa de nuevo, sucederá en el mismo lugar. Este fenómeno se conoce como autotomía y no solo se produce en los geckos y muchas otras especies de lagartos, sino también en lombrices de tierra, algunas especies de peces y muchos artrópodos. En los geckos, después de que se rompa una vez, la cola regenerada siempre será más corta que la cola original y por lo general será notablemente más oscura. Como muchas especies pierden fácilmente la cola, es raro encontrar en la naturaleza geckos que aún conservan su cola original. La temperatura del ambiente influye el proceso de regeneración de la cola; crecerá menos y a un ritmo menor con temperaturas bajas que con temperaturas altas. Por un defecto genético, a veces la cola puede regenerarse de forma duplicada e incluso se han registrado geckos con tres colas.
Muchas especies de geckos utilizan la cola para el almacenamiento de grasa, minerales y otros nutrientes esenciales. Por lo tanto, en tiempos de abundancia, la cola se volverá más gruesa, y en tiempos de escasez, como durante el invierno, se adelgazará a medida que se agotan las reservas que contiene. Muchos otros grupos de lagartos no tienen la misma capacidad de almacenamiento porque tienen una piel con escamas más rígida que no permite la expansión de la cola.
En la parte inferior de la cola del gecko forestal gigante de Nueva Caledonia (Rhacodactylus leachianus) hay dos filas de escamas con capacidad adhesiva. Esto le permite utilizar la cola como una 'pata' adicional, para agarrar ramas al trepar en los árboles. La cola de las especies del género Nephrurus es muy corta y tiene la forma de un botón. Como la cola contiene muchas terminaciones nerviosas, es probable que tenga un papel en la percepción sensorial. Aún no se sabe cuál es el valor agregado de esta capacidad sensorial.

### Dimorfismo sexual

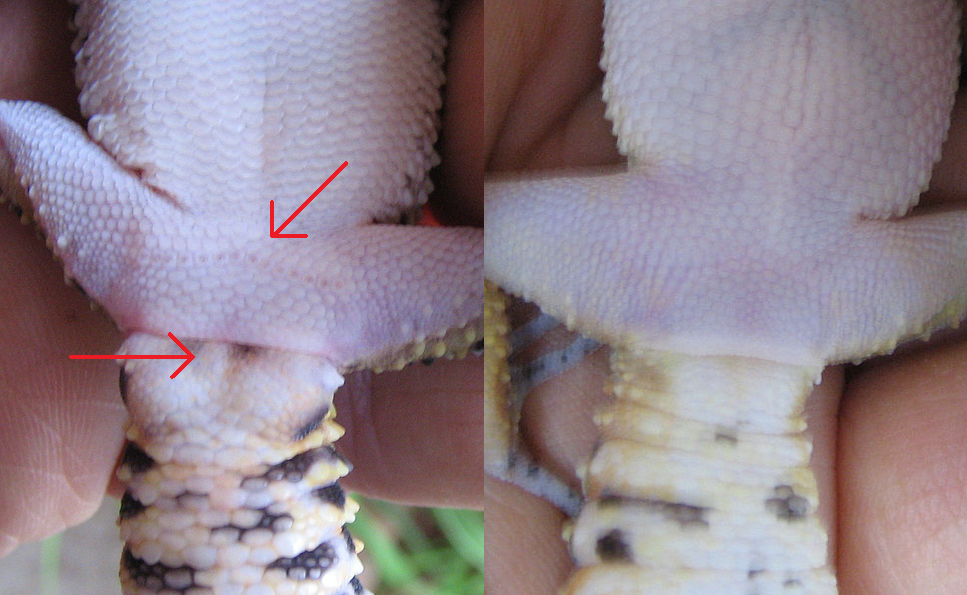
Macho (izquierda) y hembra del gecko leopardo con poros preanales (flecha superior) y la cloaca (flecha inferior).

Por lo general existe dimorfismo sexual. Los machos son a menudo más grandes que las hembras y suelen tener un color más claro, por lo que los colores de los machos cuentan con mayor contraste. Al igual que otros lagartos, los machos tienen poros en la parte inferior del cuerpo. Estos se encuentran en una fila transversal ubicada justo antes de la cloaca. Estos poros, que se conocen como poros preanales o precloacales, existen también en las hembras, pero suelen ser mucho más notables en los machos. Los poros secretan una sustancia grasienta amarillenta que se adhiere al sustrato. Esta sustancia sirve para dejar una marca de olor que permite a las hembras encontrar a un macho.
Los machos tienen la base de la cola más gruesa y una zona cloacal más curvada que las hembras. Esto se debe a la presencia del hemipene, el órgano reproductor de los reptiles escamosos macho. 
Cuando están embarazadas y con huevos, las hembras son fáciles de distinguir de los machos. La hembra se ve más torpe, y como la piel de los geckos es muy delgada se puede distinguir los huevos que se traslucen a través de ella.

## Comportamiento
La gran mayoría de los geckos son nocturnos o crepusculares y se mantienen escondidos durante el día en los árboles y arbustos o bajo las rocas. Solo algunas especies son diurnas, como las de los géneros Phelsuma, Naultinus y Gonatodes.
Todos los geckos cazan por la vista. También utilizan la lengua para detectar olores, al igual que otros lagartos y las serpientes. Sin embargo, utilizan principalmente los estímulos visuales para localizar a sus presas y evadir depredadores. Los geckos solo pueden ver las presas cuando se mueven. Si una presa se mantiene inmóvil, esta invisible para el gecko. Esto no tiene nada que ver con los ojos, sino con la forma en que los estímulos sensoriales se procesan por el cerebro.
Los geckos son los únicos reptiles que tienen la capacidad de producir sonidos relativamente complejos. Aunque existen otros reptiles que pueden emitir sonidos, por ejemplo cuando son perturbados o amenazados, estos se limitan a gruñidos y silbidos. En cambio, los geckos pueden producir diferentes sonidos, que han sido descritos como silbidos, gritos, ladridos o graznidos
Los sonidos son producidos en la garganta al paso del aire por la laringe y una estructura similar a las cuerdas vocales. Existe una amplia variedad de sonidos; muchas especies pueden producir diferentes sonidos y cada sonido tiene su propia función. La mayoría de los geckos producen sonidos para atraer a una pareja para aparearse. A menudo son los machos que llaman. Sin embargo, las llamadas no siempre sirven para atraer a los congéneres; un número de especies llaman para mantener a sus congéneres a cierta distancia. En este caso, la llamada sirve para demarcar el territorio, al igual que el canto de los pájaros o los rastros de olor de otros animales. Por ejemplo, el gecko tokay (Gekko gecko), emite una llamada cuya función específica es la de dar a conocer su posición a sus congéneres. También utilizan sonidos para disuadir depredadores, incluyendo chillidos, gruñidos, gritos o siseos.

### Alimentación

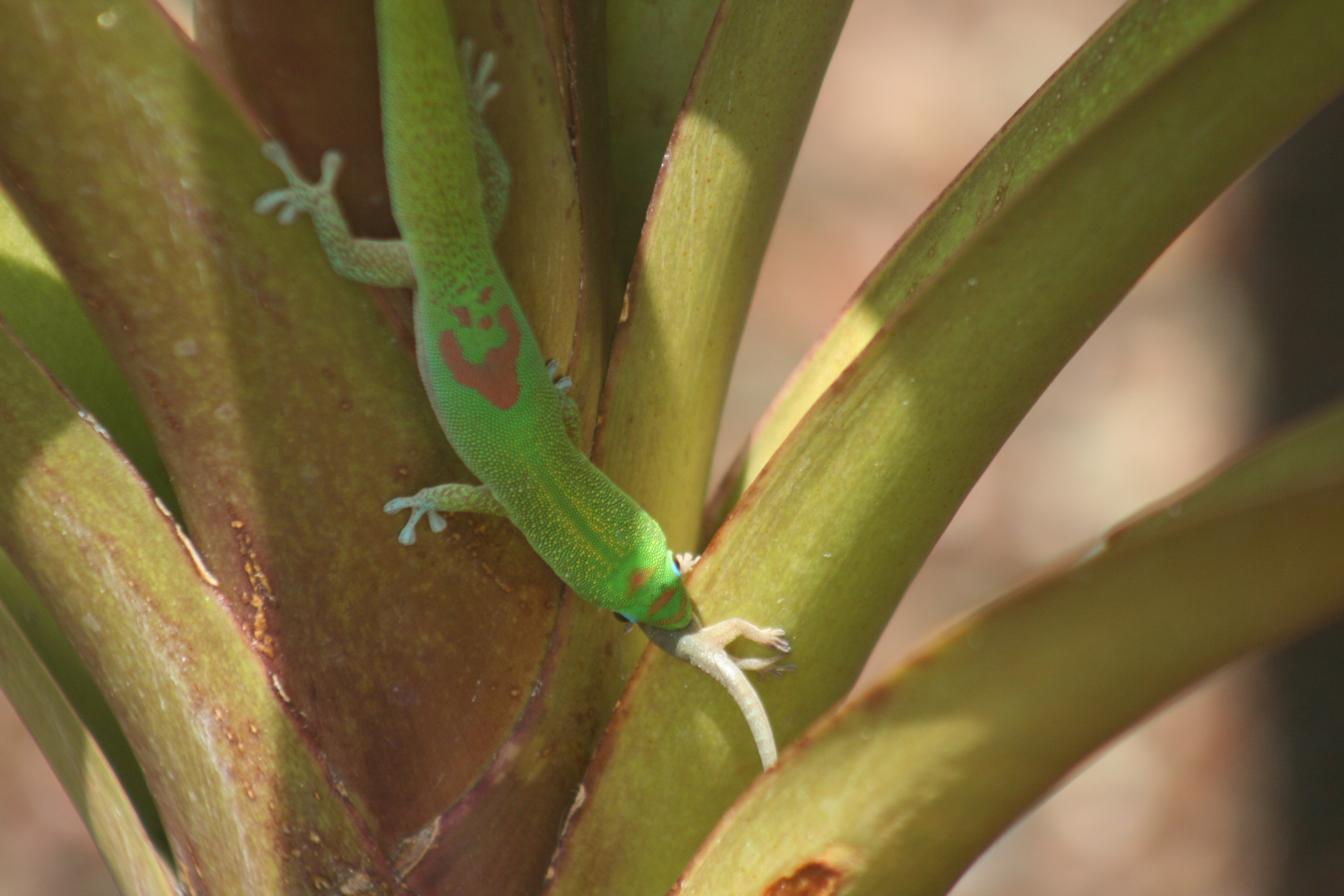
Phelsuma laticauda comiendo un congénere de menor tamaño; el canibalismo es común entre muchas especies.

Los geckos son carnívoros y se alimentan principalmente de invertebrados como insectos y arañas. Las especies mayores se alimentan incluso de invertebrados grandes como escorpiones y ciempiés. Las especies más grandes, como el  gecko tokay (Gekko gecko), se alimentan también de pequeños vertebrados, incluyendo otros lagartos de menor tamaño y pájaros. El canibalismo ocurre también, y si se presenta la oportunidad, muchos geckos comeran incluso sus propias crías.
Algunos geckos comen ocasionalmente materias vegetales ricas en azúcar. Las especies del género Phelsuma se alimentan a veces del néctar de flores o del jugo de frutas. Las especies que consumen el néctar, utilizan la lengua para lamer el líquido en las flores. Phelsuma madagascariensis de Madagascar tiene una preferencia por naranjas y plátanos. Hay evidencia que Gekko japonicus come ocasionalmente frutas en cautiverio. Uno de los nombre coloquiales ingleses de Gehyra mutilata es sugar lizard (lagarto de azúcar) por su preferencia por alimentos dulces.
Los geckos, y especialmente los geckos caseros del género Hemidactylus, son apreciados por los seres humanos porque consumen muchos insectos en las áreas urbanas, como cucarachas y grillos domésticos. La salamanquesa común (Tarentola mauritanica) es conocida por incluir invertebrados como ciempiés, cucarachas, escarabajos, grillos, arañas y polillas en su dieta.
Los geckos son cazadores oportunistas y no tienen preferencias alimentarias muy definidas, a diferencia de otros lagartos. Las especies más pequeñas se ven limitados a pequeñas presas y se alimentan de áfidos y otros pequeños invertebrados. Ejemplos incluyen varias especies pequeñas del género Sphaerodactylus que habitan en las islas que carecen de arañas y otros depredadores invertebrados. En estas islas, los pequeños geckos llenan el nicho ecológico de estos depredadores.

### Reproducción

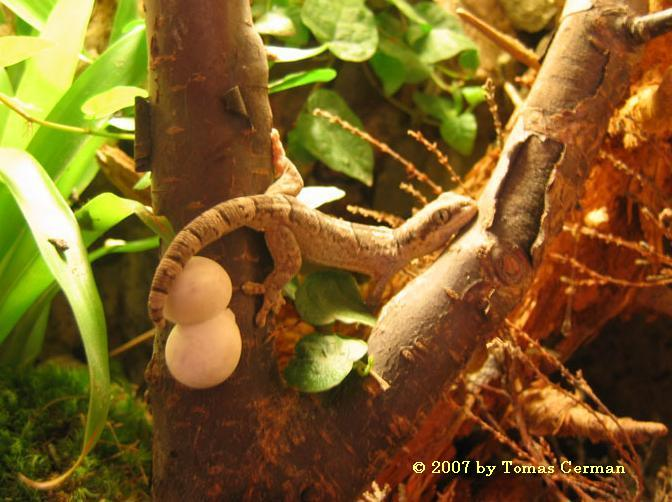
Homopholis fasciata con huevos. Los geckos a menudo producen huevos relativamente grandes.

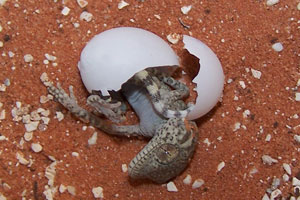
Eclosión de un huevo de Agamura persica.

Casi todos los geckos son ovíparos y por lo general ponen dos huevos por puesta. Existen algunas especies con puestas de hasta tres huevos. Otras especies suelen poner solo un huevo, como las del género Sphaerodactylus; son especies que habitan en zonas tropicales y que pueden reproducirse durante todo el año.
Muchas especies producen huevos relativamente grandes, lo que favorece la tasa de supervivencia del embrión. Los huevos son blandos durante la puesta, lo que facilita el paso por la cloaca de la hembra, pero la cáscara se endurece cuando está expuesto al exterior. Los huevos de los geckos son calcáreos y duros, a diferencia de los de muchos otros reptiles que producen huevos más suaves, con una textura semejante a pergamino. Las hembras necesitan de suficiente calcio para el desarrollo de los huevos, y en algunas especies las hembras cuentan con glándulas especiales en la garganta para la fijación de calcio.
La mayoría de los geckos viven en zonas tropicales cálidas y húmedas, con temperaturas suficientemente elevadas y estables para incubar los huevos al aire libre. Muchas especies no entierran sus huevos en el suelo, como lo hace la mayoría de los lagartos, pero los adhieren firmemente sobre ramas, hojas e incluso la corteza de árboles. A veces las hembras dejan los huevos en un mismo lugar; ejemplos de estas concentraciones de huevos de diferentes hembras fueron registrados para las especies Hemidactylus mabouia (hasta 50 huevos) y Ptyodactylus hasselquistii (hasta 62 huevos).
Generalmente, los geckos no cuidan los huevos. Solo la hembra del gecko tokay (Gekko gecko) vigila los huevos hasta la eclosión. Los adultos de la mayoría de las especies no distinguen entre crías congéneres y otras presas; el canibalismo es un fenómeno bastante común entre los geckos.
Los geckos tienen un desarrollo rápido y una vida relativamente corta. En la mayoría de las especies, los juveniles alcanzan la madurez sexual entre seis y doce meses. Muchas especies tienen una esperanza de vida de tres o cuatro años. En cautiverio suelen alcanzar una edad mayor.
Existen algunas especies de geckos que no ponen huevos, sino que son ovovivíparas; los huevos se desarrollan y eclosionan dentro del cuerpo de la hembra. Son especies que se distribuyen en las regiones relativamente frías, como las especies del género Hoplodactylus de Nueva Zelanda. La duración del embarazo suele ser relativamente largo. Las crías de Woodworthia maculatus nacen tras un periodo de gestación de 14 meses. Esto implica que esta especie no puede reproducirse todos los años. En el género Rhacodactylus existe una peculiaridad notable en la reproducción de las especies. Cinco de las seis especies son ovíparas, mas una especie, Rhacodactylus trachyrhynchus de nueva Caledonia, es ovovivípara.

### Depredadores y comportamiento defensivo

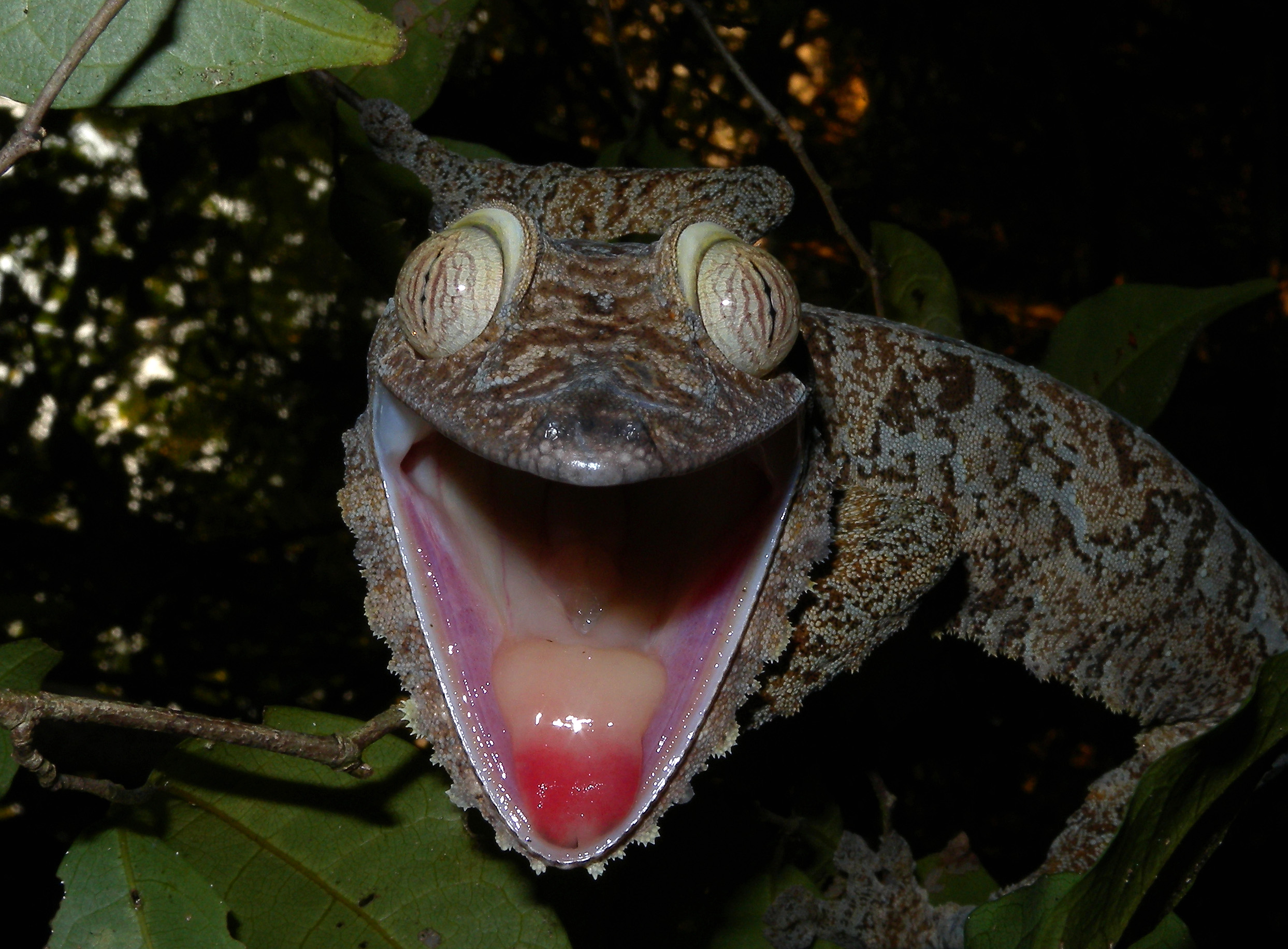
Postura amenazante de Uroplatus fimbriatus.

Los depredadores de los geckos incluyen mamíferos, pájaros y otros reptiles, como lagartos y serpientes mayores. Algunas serpientes se especializaron en la caza de lagartos, como la culebra bastarda (Malpolon monspessulanus), o la serpiente gato europea (Telescopus fallax) que se alimenta de lagartos nocturnos, principalmente geckos.
Por lo general, los geckos se protegen de manera pasiva. Muchas especies cuentan con un excelente camuflaje y a menudo adoptan una postura letárgica, inmovilizándose al detectar algún peligro. Confían en su camuflaje y se mantienen quietos, incluso cuando el depredador está muy cerca, a diferencia de muchos otros lagartos que huyen rápidamente ante la más mínima sospecha del acercamiento de un depredador. El gecko en cambio solo tratará de huir al ser descubierto, y tratará de refugiarse en una grieta o hendidura, o en el follaje de un árbol, ya que muchos geckos son casi invisibles en el dosel. Las especies que prefieren refugiarse en grietas y hendiduras, por ejemplo en la corteza de árboles o entre las piedras y rocas, se inflarán con aire una vez que se encuentren en su refugio. De esta manera su cuerpo se trabará en el espacio limitado lo que dificultará el esfuerzo de removerlo. Los geckos solo adoptarán una postura amenazante cuando se ven arrinconados. En este caso, abren la boca, inflan el cuerpo y producen fuertes sonidos y gritos defensivos.
Las especies de geckos más largas tienen una boca grande, músculos maxilares fuertes y un gran número de dientes afilados. Al ser agarrados, las especies más largas, como las del género Gekko, pueden ocasionar mordeduras dolorosas y sangrantes. Por lo general, muestran primero una postura amenazante,  abriendo la boca y emitiendo fuertes gritos. Una vez que hayan mordido, mantendrán las mandíbulas cerradas y no soltarán.
La mayoría de las especies de geckos tienen la capacidad de autotomía caudal, es decir la rotura autoinducida de parte de la cola. Al verse perseguido, la autotomía caudal puede provocar suficiente distracción en el depredador para poder escapar. En las especies más pesadas, la cola puede representar más de 20% del peso total; en estos casos la pérdida de la cola representa también una considerable reducción de peso, lo que permite aumentar la velocidad de fuga.
Las técnicas de defensa pueden variar según el grupo, bien que al ser descubiertos, las especies pequeñas no tienen otra opción que la fuga. Algunas especies tienen un comportamiento defensivo más complejo. Por ejemplo, un pequeño gecko como Teratoscincus scincus no solo adopta una postura amenazante, sino que también finge un ataque. Primero se eleva sobre sus patas y mueve la cola de un lado a otro, esparciendo partículas de arena hacia el oponente. Como la cola esta cubierta de escamas sobrepuestas, produce un sonido de traqueteo al moverse. A continuación, el gecko se levanta sobre sus patas traseras fijando los ojos en los del oponente, abre la boca, emite hiseos y finga atacar. Finalmente, interrumpe repentinamente el ataque y se pone a huir.
Las especies del género Diplodactylus exhiben un comportamiento defensivo especial. En la cola, cuentan con glándulas que secretan un líquido viscoso que ejectan en la dirección del depredador si este se acerca.

## Relación con los seres humanos

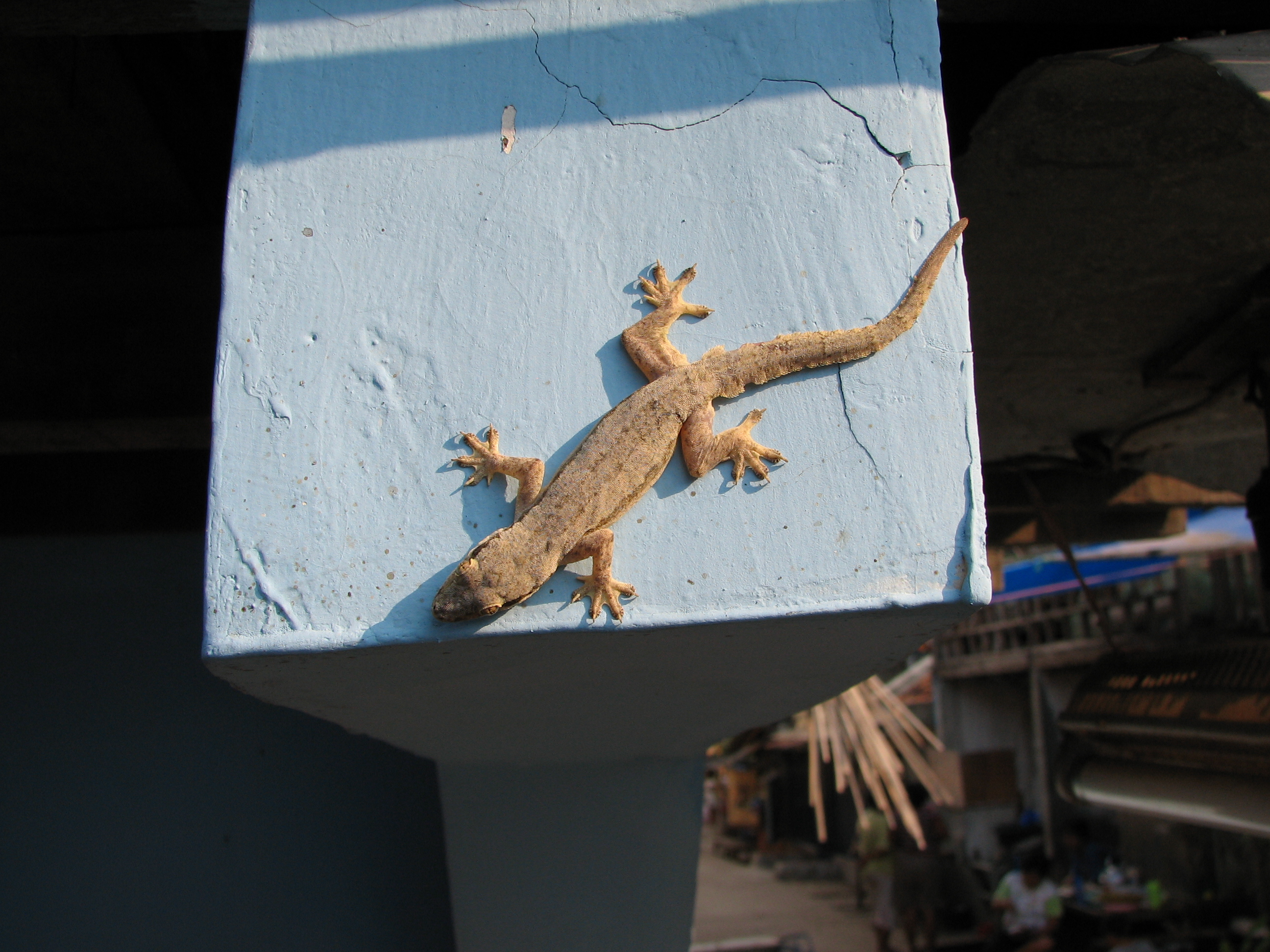
Hemidactylus platyurus en el muro de un edificio en Indonesia.

Por lo general, los seres humanos valoran los geckos, especialmente las especies que habitan en zonas cultivadas donde se alimentan de los insectos que se encuentran entre las plantas. Como reducen el daño causado por las plagas agrícolas, contribuyen a un mayor rendimiento agrícola.
Un número de especies, como las del género Hemidactylus, habitan en las casas y depredan insectos a menudo considerados plagas, como las cucarachas y los grillos domésticos.
En algunos países, como China, se atribuye propiedades medicinales a los geckos. Son capturados, secados y molidos para ser procesados en la comida. Se cree por ejemplo que el gecko tokay podría curar enfermedades como la VIH y la impotencia. Estas creencias han tenido consecuencias negativas para muchas especies.
En algunas culturas, ciertas especies de geckos son considerados portadores de la buena suerte.  En otras culturas, son asociados con la mala suerte. En Nueva Zelanda por ejemplo, la población indígena trata de evitar encuentros con los miembros del género Naultinus. Estos geckos producen un sonido muy similar a la risa de los seres humanos y la población local está convencida de que tienen poderes especiales y que ejercen una influencia negativa sobre la gente.
A pesar de que ninguna especie de gecko es venenosa, en algunas partes de África Chondrodactylus angulifer es temido por la población por la creencia de que es un animal venenoso. En Sudáfrica, los bosquimanos y hotentotes tratan de evitar cualquier contacto con Ptenopus garrulus porque creen que es un animal venenoso.

## Taxonomía
Los geckos forman un grupo de reptiles muy antiguos y son uno de los pocos grupos de lagartos que exhiben vestigios de la notocorda en la columna vertebral.  Los ancestros de los geckos pertenecían a la familia extinta Ardeosauridae, cuyo miembro más antiguo, Ardeosaurus,  se remonta a 140 millones de años. 
La clasificación taxonómica de los diferentes grupos de geckos ha sido objeto de muchos cambios, principalmente por tratarse de un grupo muy amplio. Inicialmente, todas las especies fueron agrupadas en la familia de los gecónidos (Gekkonidae). Posteriormente se crearon distintas subfamilias, y más tarde la clasificación cambió nuevamente sobre la base de nuevos conocimientos, y se colocaron las diferentes especies en familias separadas. Actualmente se distinguen siete familias, de las que seis ya estaban incluidas en el infraorden de los geckos y la séptima, la familia de los pigopódidos (Pygopodidae), solo fue incluida a partir del año 2014. Aunque los pigopódidos son lagartos que carecen de patas y se parecen a serpientes, en términos evolutivos son más estrechamente relacionados con los geckos que con otros lagartos que se asemejan a serpientes, como los escíncidos (Scincidae) y microteíidos (Gymnophthalmidae).

A continuación se muestra la clasificación anterior y actual:
Antigua clasificación
- Infraorden Gekkota
  - Familia Gekkonidae
    - Subfamilia Diplodactylinae
    - Subfamilia Eublepharinae
    - Subfamilia Gekkoninae
    - Subfamilia Sphaerodactylinae

Nueva clasificación
- Suborden Gekkota, compuesto de las siguientes familias:[2]
  - Carphodactylidae Kluge, 1987
  - Diplodactylidae Underwood, 1954
  - Eublepharidae Boulenger, 1883
  - Gekkonidae Oppel, 1811
  - Phyllodactylidae Gamble, Bauer, Greenbaum & Jackman, 2008
  - Pygopodidae Boulenger, 1884
  - Sphaerodactylidae Underwood, 1954

Cladograma de las relaciones probables
|  | \| \| Gekkonidae \| \| \| \| \| \| Phyllodactylidae \| \| \| \| |
|  |                                                                 |
|  | Sphaerodactylidae                                               |
|  |                                                                 |
|  | Gekkonidae                                                      |
|  |                                                                 |
|  | Phyllodactylidae                                                |
|  |                                                                 |

|  | Gekkonidae       |
|  |                  |
|  | Phyllodactylidae |
|  |                  |

|  | \| \| Gekkonidae \| \| \| \| \| \| Phyllodactylidae \| \| \| \| |
|  |                                                                 |
|  | Sphaerodactylidae                                               |
|  |                                                                 |
|  | Gekkonidae                                                      |
|  |                                                                 |
|  | Phyllodactylidae                                                |
|  |                                                                 |

|  | Gekkonidae       |
|  |                  |
|  | Phyllodactylidae |
|  |                  |

|  | \| \| Gekkonidae \| \| \| \| \| \| Phyllodactylidae \| \| \| \| |
|  |                                                                 |
|  | Sphaerodactylidae                                               |
|  |                                                                 |
|  | Gekkonidae                                                      |
|  |                                                                 |
|  | Phyllodactylidae                                                |
|  |                                                                 |

|  | Gekkonidae       |
|  |                  |
|  | Phyllodactylidae |
|  |                  |

|  | \| \| Gekkonidae \| \| \| \| \| \| Phyllodactylidae \| \| \| \| |
|  |                                                                 |
|  | Sphaerodactylidae                                               |
|  |                                                                 |
|  | Gekkonidae                                                      |
|  |                                                                 |
|  | Phyllodactylidae                                                |
|  |                                                                 |

|  | Gekkonidae       |
|  |                  |
|  | Phyllodactylidae |
|  |                  |

|  | Diplodactylidae                                                  |
|  |                                                                  |
|  | \| \| Pygopodidae \| \| \| \| \| \| Carphodactylidae \| \| \| \| |
|  |                                                                  |
|  | Pygopodidae                                                      |
|  |                                                                  |
|  | Carphodactylidae                                                 |
|  |                                                                  |

|  | Pygopodidae      |
|  |                  |
|  | Carphodactylidae |
|  |                  |

|  | Diplodactylidae                                                  |
|  |                                                                  |
|  | \| \| Pygopodidae \| \| \| \| \| \| Carphodactylidae \| \| \| \| |
|  |                                                                  |
|  | Pygopodidae                                                      |
|  |                                                                  |
|  | Carphodactylidae                                                 |
|  |                                                                  |

|  | Pygopodidae      |
|  |                  |
|  | Carphodactylidae |
|  |                  |

|  | \| \| Gekkonidae \| \| \| \| \| \| Phyllodactylidae \| \| \| \| |
|  |                                                                 |
|  | Sphaerodactylidae                                               |
|  |                                                                 |
|  | Gekkonidae                                                      |
|  |                                                                 |
|  | Phyllodactylidae                                                |
|  |                                                                 |

|  | Gekkonidae       |
|  |                  |
|  | Phyllodactylidae |
|  |                  |

|  | \| \| Gekkonidae \| \| \| \| \| \| Phyllodactylidae \| \| \| \| |
|  |                                                                 |
|  | Sphaerodactylidae                                               |
|  |                                                                 |
|  | Gekkonidae                                                      |
|  |                                                                 |
|  | Phyllodactylidae                                                |
|  |                                                                 |

|  | Gekkonidae       |
|  |                  |
|  | Phyllodactylidae |
|  |                  |

|  | \| \| Gekkonidae \| \| \| \| \| \| Phyllodactylidae \| \| \| \| |
|  |                                                                 |
|  | Sphaerodactylidae                                               |
|  |                                                                 |
|  | Gekkonidae                                                      |
|  |                                                                 |
|  | Phyllodactylidae                                                |
|  |                                                                 |

|  | Gekkonidae       |
|  |                  |
|  | Phyllodactylidae |
|  |                  |

|  | \| \| Gekkonidae \| \| \| \| \| \| Phyllodactylidae \| \| \| \| |
|  |                                                                 |
|  | Sphaerodactylidae                                               |
|  |                                                                 |
|  | Gekkonidae                                                      |
|  |                                                                 |
|  | Phyllodactylidae                                                |
|  |                                                                 |

|  | Gekkonidae       |
|  |                  |
|  | Phyllodactylidae |
|  |                  |

|  | Diplodactylidae                                                  |
|  |                                                                  |
|  | \| \| Pygopodidae \| \| \| \| \| \| Carphodactylidae \| \| \| \| |
|  |                                                                  |
|  | Pygopodidae                                                      |
|  |                                                                  |
|  | Carphodactylidae                                                 |
|  |                                                                  |

|  | Pygopodidae      |
|  |                  |
|  | Carphodactylidae |
|  |                  |

|  | Diplodactylidae                                                  |
|  |                                                                  |
|  | \| \| Pygopodidae \| \| \| \| \| \| Carphodactylidae \| \| \| \| |
|  |                                                                  |
|  | Pygopodidae                                                      |
|  |                                                                  |
|  | Carphodactylidae                                                 |
|  |                                                                  |

|  | Pygopodidae      |
|  |                  |
|  | Carphodactylidae |
|  |                  |

|  | \| \| Gekkonidae \| \| \| \| \| \| Phyllodactylidae \| \| \| \| |
|  |                                                                 |
|  | Sphaerodactylidae                                               |
|  |                                                                 |
|  | Gekkonidae                                                      |
|  |                                                                 |
|  | Phyllodactylidae                                                |
|  |                                                                 |

|  | Gekkonidae       |
|  |                  |
|  | Phyllodactylidae |
|  |                  |

|  | \| \| Gekkonidae \| \| \| \| \| \| Phyllodactylidae \| \| \| \| |
|  |                                                                 |
|  | Sphaerodactylidae                                               |
|  |                                                                 |
|  | Gekkonidae                                                      |
|  |                                                                 |
|  | Phyllodactylidae                                                |
|  |                                                                 |

|  | Gekkonidae       |
|  |                  |
|  | Phyllodactylidae |
|  |                  |

|  | \| \| Gekkonidae \| \| \| \| \| \| Phyllodactylidae \| \| \| \| |
|  |                                                                 |
|  | Sphaerodactylidae                                               |
|  |                                                                 |
|  | Gekkonidae                                                      |
|  |                                                                 |
|  | Phyllodactylidae                                                |
|  |                                                                 |

|  | Gekkonidae       |
|  |                  |
|  | Phyllodactylidae |
|  |                  |

|  | \| \| Gekkonidae \| \| \| \| \| \| Phyllodactylidae \| \| \| \| |
|  |                                                                 |
|  | Sphaerodactylidae                                               |
|  |                                                                 |
|  | Gekkonidae                                                      |
|  |                                                                 |
|  | Phyllodactylidae                                                |
|  |                                                                 |

|  | Gekkonidae       |
|  |                  |
|  | Phyllodactylidae |
|  |                  |

|  | Diplodactylidae                                                  |
|  |                                                                  |
|  | \| \| Pygopodidae \| \| \| \| \| \| Carphodactylidae \| \| \| \| |
|  |                                                                  |
|  | Pygopodidae                                                      |
|  |                                                                  |
|  | Carphodactylidae                                                 |
|  |                                                                  |

|  | Pygopodidae      |
|  |                  |
|  | Carphodactylidae |
|  |                  |

|  | Diplodactylidae                                                  |
|  |                                                                  |
|  | \| \| Pygopodidae \| \| \| \| \| \| Carphodactylidae \| \| \| \| |
|  |                                                                  |
|  | Pygopodidae                                                      |
|  |                                                                  |
|  | Carphodactylidae                                                 |
|  |                                                                  |

|  | Pygopodidae      |
|  |                  |
|  | Carphodactylidae |
|  |                  |

|  | \| \| Gekkonidae \| \| \| \| \| \| Phyllodactylidae \| \| \| \| |
|  |                                                                 |
|  | Sphaerodactylidae                                               |
|  |                                                                 |
|  | Gekkonidae                                                      |
|  |                                                                 |
|  | Phyllodactylidae                                                |
|  |                                                                 |

|  | Gekkonidae       |
|  |                  |
|  | Phyllodactylidae |
|  |                  |

|  | \| \| Gekkonidae \| \| \| \| \| \| Phyllodactylidae \| \| \| \| |
|  |                                                                 |
|  | Sphaerodactylidae                                               |
|  |                                                                 |
|  | Gekkonidae                                                      |
|  |                                                                 |
|  | Phyllodactylidae                                                |
|  |                                                                 |

|  | Gekkonidae       |
|  |                  |
|  | Phyllodactylidae |
|  |                  |

|  | \| \| Gekkonidae \| \| \| \| \| \| Phyllodactylidae \| \| \| \| |
|  |                                                                 |
|  | Sphaerodactylidae                                               |
|  |                                                                 |
|  | Gekkonidae                                                      |
|  |                                                                 |
|  | Phyllodactylidae                                                |
|  |                                                                 |

|  | Gekkonidae       |
|  |                  |
|  | Phyllodactylidae |
|  |                  |

|  | \| \| Gekkonidae \| \| \| \| \| \| Phyllodactylidae \| \| \| \| |
|  |                                                                 |
|  | Sphaerodactylidae                                               |
|  |                                                                 |
|  | Gekkonidae                                                      |
|  |                                                                 |
|  | Phyllodactylidae                                                |
|  |                                                                 |

|  | Gekkonidae       |
|  |                  |
|  | Phyllodactylidae |
|  |                  |

|  | Diplodactylidae                                                  |
|  |                                                                  |
|  | \| \| Pygopodidae \| \| \| \| \| \| Carphodactylidae \| \| \| \| |
|  |                                                                  |
|  | Pygopodidae                                                      |
|  |                                                                  |
|  | Carphodactylidae                                                 |
|  |                                                                  |

|  | Pygopodidae      |
|  |                  |
|  | Carphodactylidae |
|  |                  |

|  | Diplodactylidae                                                  |
|  |                                                                  |
|  | \| \| Pygopodidae \| \| \| \| \| \| Carphodactylidae \| \| \| \| |
|  |                                                                  |
|  | Pygopodidae                                                      |
|  |                                                                  |
|  | Carphodactylidae                                                 |
|  |                                                                  |

|  | Pygopodidae      |
|  |                  |
|  | Carphodactylidae |
|  |                  |